# Nóra Barta
Nóra Barta (Budapest, 2 aprile 1984) è una tuffatrice ungherese.

## Biografia
Specializzata nelle gare dal trampolino ha vinto una medaglia d'argento e due di bronzo agli Europei. Ha rappresentato l'Ungheria ai Giochi olimpici estivi di Sydney 2000, Atene 2004, Pechino 2008 e Londra 2012.

## Palmarès
- Europei di nuoto

Budapest 2006: bronzo nel trampolino 3 m.
Eindhoven 2008: argento nel trampolino 1 m.
Budapest 2010: bronzo nel trampolino 3 m.
- Mondiali giovanili

Pardubice 1999: oro nel trampolino 1 m;
Aachen 2002: argento nel trampolino 3 m;
- Europei giovanili

Anversa 1998: oro nel trampolino 3 m; argento nel trampolino 1 m;
Aachen 1999: bronzo nel trampolino 3 m;
Istanbul 2000: oro nel trampolino 3 m;
Malta 2001: bronzo nel trampolino 3 m;